# 甲炔
在化學中，次甲基自由基（英語：Methylidyne radical）又稱甲炔、碳炔，或稱為一碳化一氫（英語：hydridocarbon、Carbon hydride）是一個僅由一個碳原子跟一個氫原子構成的極不穩定氣體或自由基，化學式為CH•（或記作[CH]），也稱為甲炔基。
在自然狀態下，不會存在甲炔，除非是在低溫、低壓的特殊狀態下，才可能有此種不穩定狀態的化合物。炔類至少要兩個碳之間有三鍵，所以最小碳數（或分子量）的炔類是乙炔。
甲炔是一種最簡的卡拜。它是一種高反應性氣體，在一般條件下會迅速反應消失，但這種物質在星際介質中十分常見（第一個在星際介質中被觀測到的分子之一）

## 命名
甲炔是一個俗名，名稱來自於一個碳的碳氫化合物為甲，含氫數最少稱炔，但
根據IUPAC有機物命名法，甲炔的甲代表一個碳，炔代表其與炔烴（CnH2n-2）為同系物，但由於炔是從乙炔開始命名，因此称为甲炔是不正確的。且此化合物中也不包含三鍵。而比較正確的名稱應該為次甲基自由基（英語：Methylidyne radical）或碳炔。

## 製備
甲炔可以從三溴甲烷製備。

## 化學性質

### 活性
由於甲炔有一個未配對電子，可以形成一個自由基，進而導致甲炔擁有極高的活性。基態的甲炔是一個雙重自由基以及一個未配對電子（X2Π），前兩個激發態，一個激發態是一個四重自由基具有三個未配對電子（a4Σ−），而另一個激發態是一個雙重自由基以及一個未配對電子（A2Δ）。四重自由基的激發能量是 71 kJ，甲炔混合物樣品在室溫下可以以這些電子組態存在進而發生複雜的化學反應。
[CH]•(X2Π) + H
2O → [CHO]• + H
2 or [CH
2(OH)]•
[CH]3•(a4Σ−) + H
2O → [CH
2] + [HO]•